# مایکولیک اسید

مایکولیک اسیدهای موجود در مایکوباکتریوم توبرکلوزیس

مایکولیک اسیدها اسیدهای چرب بلندی هستند که در دیواره سلولی آرایه مایکوباکتریال‌ها یافت می‌شوند، گروهی از باکتری‌ها که شامل مایکوباکتریوم توبرکلوزیس، عامل بیماری سل است. این ترکیبات جزء اصلی دیواره سلولی بسیاری از گونه‌های مایکوباکتریال‌ها را تشکیل می‌دهند. علیرغم نامشان، اسیدهای مایکولیک هیچ ارتباط بیولوژیکی با قارچ‌ها ندارند. مایکولیک اسیدها برای اولین بار توسط Stodola و همکارانش در سال ۱۹۳۸ از عصاره M. tuberculosis جدا شد.
اسیدهای مایکولیک از یک زنجیره بتا هیدروکسی طولانی تر با یک زنجیره جانبی آلفا-آلکیل کوتاه تر تشکیل شده‌اند. هر مولکول بین ۶۰ تا ۹۰ اتم کربن دارد. تعداد دقیق کربن‌ها برحسب گونه متفاوت است و می‌توان از آنها به عنوان کمیتی برای شناسایی این ترکیبات استفاده کرد. همچنین اکثر مایکولیک اسیدها حاوی گروه‌های عاملی مختلفی هستند.

## جهت مطالعه
- Barry III, C. E.; Lee, R. E.; Mdluli, K.; Sampson, A. E.; Schroeder, B. G.; Slayden, R. A.; Yuan, Y. (1998). "Mycolic acids: Structure, biosynthesis and physiological functions". Progress in Lipid Research. 37 (2–3): 143–179. doi:10.1016/S0163-7827(98)00008-3. PMID 9829124.
- Nishiuchi, Y.; Baba, T.; Yano, I. (2000). "Mycolic acids from Rhodococcus, Gordonia, and Dietzia". Journal of Microbiological Methods. 40 (1): 1–9. doi:10.1016/S0167-7012(99)00116-5. PMID 10739337.
- Sutcliffe, I. C. (1998). "Cell envelope composition and organisation in the genus Rhodococcus". Antonie van Leeuwenhoek. 74 (1–3): 49–58. doi:10.1023/A:1001747726820. PMID 10068788.
- Langford, K. W.; Penkov, B.; Derrington, I. M.; Gundlach, J. H. (2010). "Unsupported planar lipid membranes formed from mycolic acids of Mycobacterium tuberculosis". The Journal of Lipid Research. 52 (2): 272–277. doi:10.1194/jlr.M012013. PMC 3023547. PMID 21076119.